# Leptochilus alborufulus
Leptochilus alborufulus är en stekelart som beskrevs av Gusenleitner 1977. Leptochilus alborufulus ingår i släktet Leptochilus och familjen Eumenidae. Inga underarter finns listade i Catalogue of Life.